# 太上老君

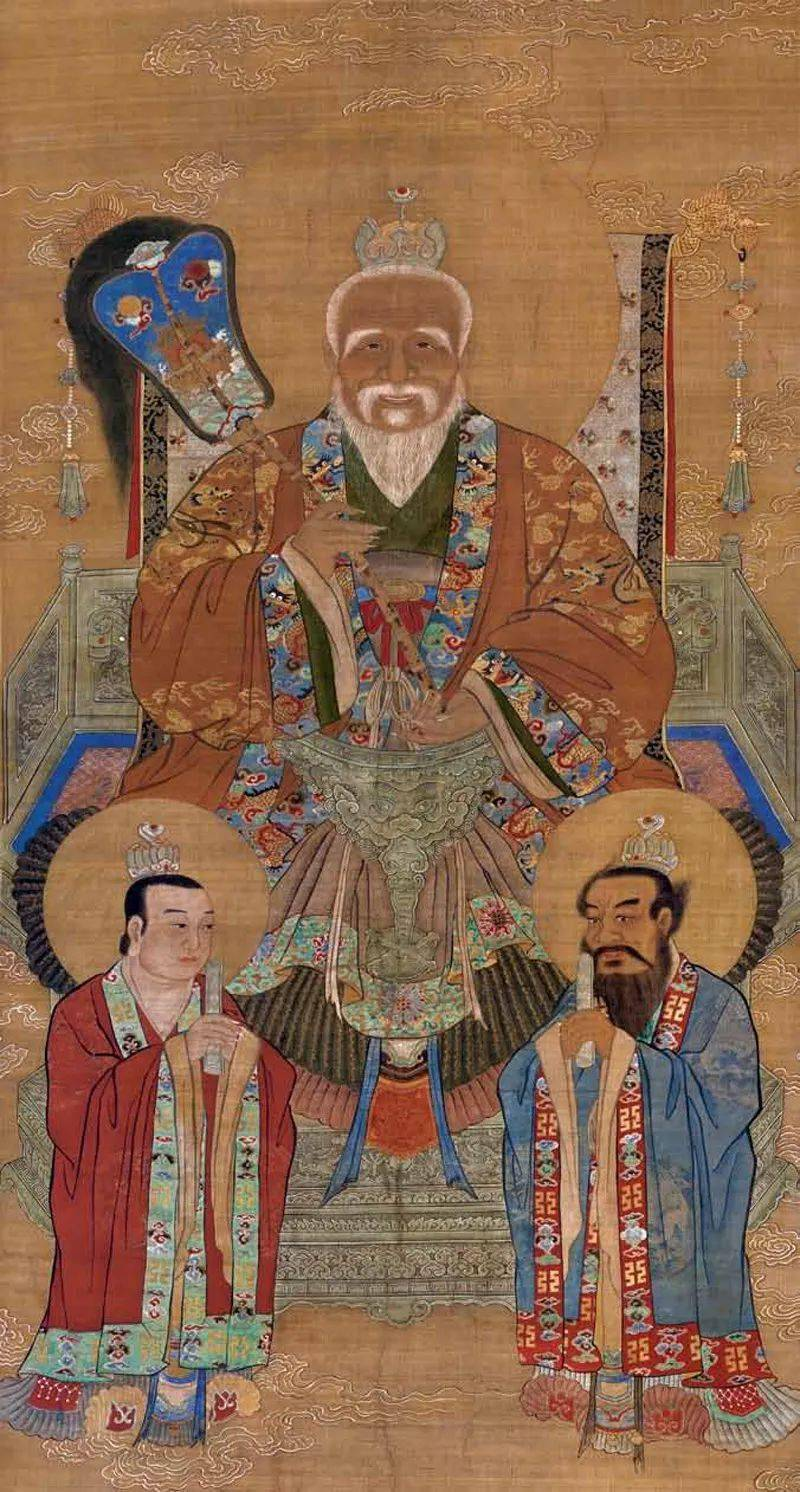
太清道德天尊（北京市白云观藏）

太上老君，簡稱老君，全稱「一炁化三清太清居火赤天仙登太清境玄氣所成日神寶君道德天尊混元上帝」，又称「太上混元老君、梵形神寶玄真降生道德天尊」、「青玄祖炁太清道德天尊混元上德皇帝」、「太清仙境洞神道德天尊」、「太清仙境太上老君道德天尊」、「清微始祖太清道德五靈玄老君」、「太清仙境萬變混沌道德天尊至眞大帝」，又稱道德天尊、混元老君等。
道德天尊乃道教主神，傳說中的道教教主及最高尊神，為「三清」之一，相傳他化身為周朝的思想家老子。

## 簡介
据记载，太上老君的形象是身长九尺，黄色，鸟喙，隆鼻，秀眉长五寸，耳长七寸，额有三理，足有八卦。居金楼玉堂，穿五彩云衣，有十二条青龙、二十六只白虎、二十四只朱雀、七十二只玄武、十二只穷奇、三十六只辟邪护卫在身旁。
《魏书.释老志》称太上老君“上处玉京，为神王之宗；下在紫微，为飞仙之主”。《雲笈七籤》称太上老君“此即道之身也，元气之祖宗，天地之根本也”。其化身众多，有老子八十一化之说，据《太平廣記.神仙一》记载，金阙帝君、广成子、赤精子、務成子等皆为老君降生的化身。

## 历史起源

### 對於三清的信仰的源頭

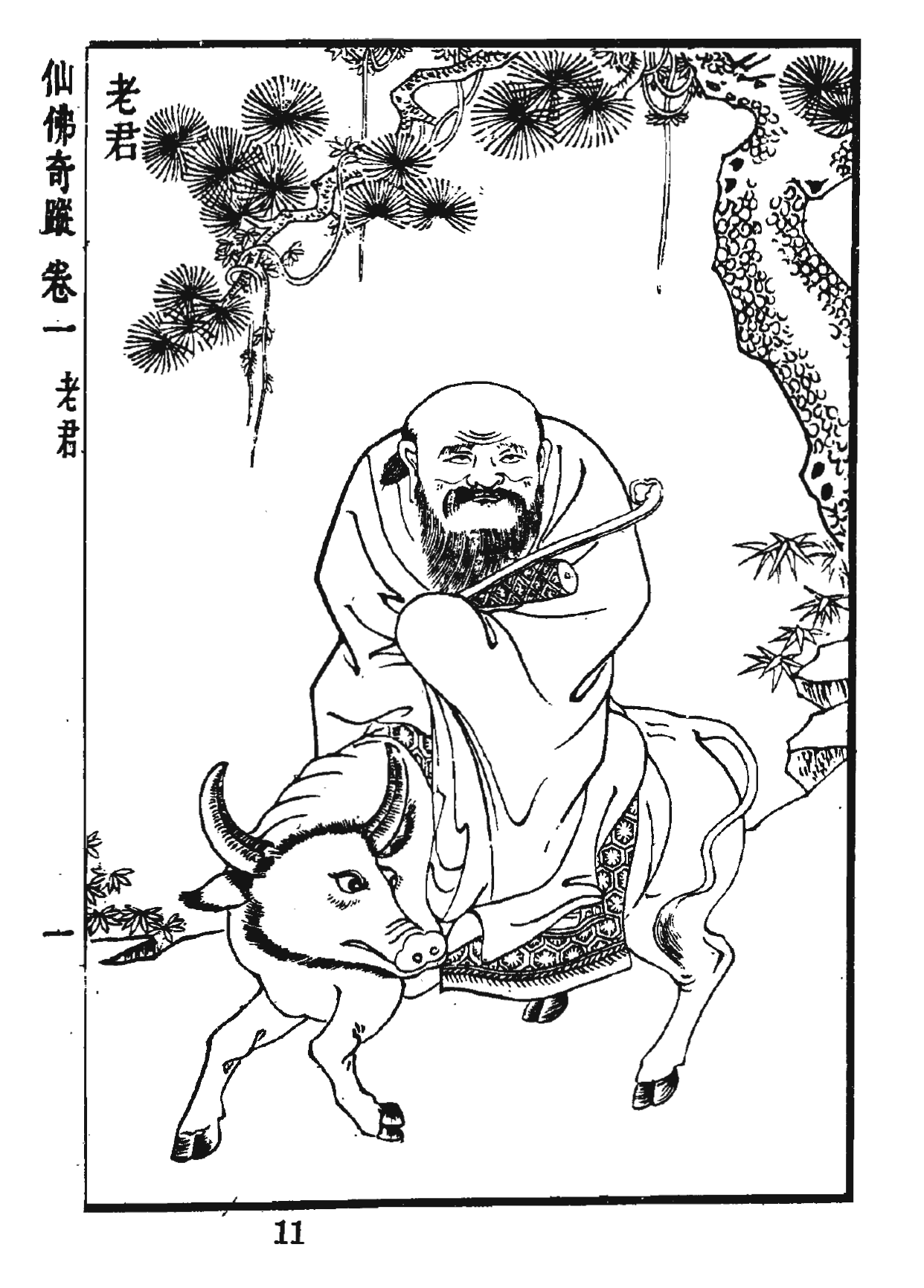
太上老君

道教認為混元老君是由三清之一太清道德天尊所化出的。《道德经》第四十二章宣稱：“道生一，一生二，二生三，三生万物，万物负阴而抱阳，冲气以为和。”由无名大道化生混沌元气，由元气化生阴阳二气，阴阳之相和，生天下万物。第十四章又说：“视之不见名曰夷，听之不闻名曰希，搏之不得名曰微。此三者不可致诘，故混而为一。”认为一化为三，三合为一：「用则分三，本则常一。」后来道教認為這是指居於三清胜境的三位尊神。對有着三清的形象的神像的擺放包含了君子居则贵左之意，先以有着太清道德天尊的形象的神像在大殿居左、 有着玉清元始天尊的形象的神像在大殿居中间、 有着上清灵宝天尊的形象的神像在大殿居右。三清這個概念是作為道家相關哲學思想的一部份的關於「三一」的學説的象征。

### 對老聃的神格化
歷史學家劉屹博士在探討了〈老子銘〉等文獻的內容的意思之後，對老聃在漢朝時期已經被當時的民間宗教和所謂的道教尊為地位最高的神靈這一傳統説法提出了質疑，劉屹聲稱〈老子銘〉的內容可能反映了道家所提出的變化説 而非佛教所提出的化身説，故此其作者可能不認為老聃曾經多次投胎轉世，而是可能認為他是一個歷代以來曾經多次改名換姓以成為帝師的長生不死的仙人。
劉屹聲稱 生活在漢朝時期的人民仍然把太一神視為地位最高的神靈，而老子在當時被認為只是一位從屬於太一的、與王子喬、尹喜及東方朔等等之間沒有太多差別的神仙，在當時 在民間宗教教內佔主導地位的仍然是關於「天」的觀念 而非關於「道」的觀念，道教完成了針對「道」的人格化進程及神格化進程一事是把道教與道家區分開來一事的重要標誌，隨着把「道」視為地位至高者的道教興起，對「道」及作為把其人格化一事的產物的元始天尊等等的崇拜開始取代了對天帝的崇拜的地位，在六朝時期，在道教教義中，天帝的地位已經低於老子及太上等道教所崇信的主要神靈的地位，儘管如此，不過在〈老子銘〉出現的時期，這個過程仍未被完成。

### 相關稱號的首次出现
道教早期教典《老子變化經》宣稱老子是混元老君所投生而為的，其與道同體，《老子變化經》的作者可能受到了大乘佛教所認可的關於三身的理論的影響，因而創立了宣稱道會使其精炁入胎為人以教化世人的道成身化論。
道教的前身古道教認為，在殷商時期開始之前，混元老君即分身下降，随世立教，事竟则隐，故在世未有诞生之迹，至殷商十八世天子阳甲践祚之十七年，老君自太清境分神化，于武丁九年二月十八日降生。这是最早关于老君诞生之迹的纪传。
古道教認為在周昭王二十三年，混元老君投生為老子，西过函谷关，度关令尹喜、僕徐甲，授以《道德經》五千言，此后被道教奉为开山祖师。
东汉明帝、章帝之际（公元58～88年），益州太守王阜将老子神格化为先天地之神物，并且宣稱其与“道”相等同。
汉顺帝时（公元 126～144年）张陵在巴蜀鹤鸣山创立了道教，其被認為是五斗米道的創立者，即奉老子为道祖。据传道教開創者张道陵在弘法时所寫的《老子想尔注》一書宣称：“一者道也。……一在天地外，入在天地间，但往来人身中耳……一散形为气，聚形为太上老君，常治昆仑，或言虚无，或言自然，或言无名，皆同一耳。”這是歷史上首次在道书中出现了太上老君這個名号。

### 声名益显
自魏晋南北朝起，太上老君的名聲益显。道教認為老聃得道之後成仙，是為太上老君。
东晋葛洪的《神仙传》汇集群书所见之老子传记，或称老子先天地生，或称其母怀孕八十一年生，生而白发，故称老子。亦有称其母于李树下生，生而能言，指树而姓“李”，把先天神降格为后天神。然而据东汉延熹八年陈相边韶的《老子铭》，老子“离合于混沌之气，与三光为终始”，“道成化身，蝉蜕度世”。 
北周武帝建德三年五月“初断佛、道两教，经像悉毁，罢沙门、道士，并令还民”。据道书称，当时太上老君曾遣使显灵。时过一月，武帝即又下诏曰：“至道弘深，混成无际，体包空有，理极幽玄……今可立通道观于都城……并宜弘阐，一以贯之。”
以后“三清”神名逐渐流变发展，至唐代才成为定说。《道藏·太平部·三洞珠囊》卷七引《老君圣迹》云：“此即玉清境，元始天尊位，在三十五天之上也。此即上清境，太上大道君（灵宝天尊）位，在三十四天之上也。太清境太极目，即太上老君〔道德天尊〕位，在三十三之上也。”于是“三清”遂成为道教的最高神。唐代皇室，以老子李耳为同姓，崇奉太上老君，累加尊号。唐高宗尊太上老君为“太上玄元皇帝”，唐玄宗三上尊号，称“大圣祖高上大道金阙玄元天皇大帝”，立道教为国教。太上老君不仅被奉为李唐王朝的始祖，帮助唐高祖李渊平定天下，据称当武则天篡夺李唐王朝后，又显灵降世，谓“武后不可革命”，“不得辄立异姓……武后亦终惧此言，不敢立武三思”。 
到宋代真宗于大中祥符六年（1013年）加号“太上老君混元上德皇帝”，是历代帝王对太上老君的最后一次加封。明朝成祖朱棣崇尚老子为其化身真武大帝大修武当，有北修故宫，南修武当之称。

## 宗教界觀點

### 基督教
致力研究大秦景教歷史的基督教傳教士川口一彦博士在其所寫的文章中提及了道教與大秦景教之間在用語上的相似之處及不同之處，他用道德天尊的形象與翳數景尊的形象作比較，他聲稱大秦景教把後者尊為死而復活、升天和引導人進入天國的救主，而道教雖主張達到長生不死這個境界和崇拜白髮蒼蒼的太上老君，但在其教義中沒有復活一事作為證據，故此在唐朝時期，大秦景教是唯一一個宣揚三位一體論及復活論的宗教。

## 文學作品中的太上老君
- 《封神榜》中，道德天尊居於「玄都洞八景宮」，是元始天尊、通天教主的师兄，有法宝太极图、玲珑塔等，曾下山助姜子牙破诛仙阵、万仙阵等。
- 《西遊記》中，太上老君居於「離恨天兜率宮」（事實上“兜率”為印度文詞語，在道教神話中，太上老君居住在太清聖境），有法宝“金剛鐲”、“八卦炉”等，曾助二郎神降伏孙悟空，后想将孙悟空用八卦丹炉炼化，反被其逃脱并踢翻丹炉，炉砖化作“火焰山”，其座下青牛怪、金炉童子、银炉童子曾下界为妖，使取经队伍遭蒙劫难。在道教教義中，道德天尊的地位高於玉皇上帝的地位，但在《西遊記》中，太上老君只是為玉皇大帝辦事的承相[15]。

## 影視形象
- 1982年大陸版電視劇《西遊記》：鄭榕飾太上老君
- 1996年香港版TVB電視劇《西遊記》: 華忠男飾太上老君
- 1998年香港版TVB電視劇《西遊記（貳）》: 華忠男飾太上老君
- 1998年大陸版電視劇《東遊記》：戴鵬飾太上老君
- 2000年大陸版電視劇《春光燦爛豬八戒》林繼凡飾太上老君
- 2002年香港版TVB電視劇《齊天大聖孫悟空》陳曙光飾太上老君
- 2004年大陸版電視劇《福星高照豬八戒》應寶林飾太上老君
- 2005年台灣版台視電視劇《寶蓮燈》：游本昌飾太上老君
- 2005年大陸版電視劇《歡天喜地七仙女》：六小齡童飾太上老君
- 2007年大陸版電視劇《天仙配》：苏俊飾太上老君
- 2009年大陸版電視劇《封神榜之武王伐紂》：徐學敏飾太上老君
- 2010年大陸版電視劇《西遊記》：樊志起飾太上老君
- 2011年大陸版電視劇《新西遊記》：張紀中飾太上老君
- 2012年大陸版電視劇《歡樂元帥》：韓振華飾太上老君
- 2014年大陸版電影《石敢當之雄峙天東》：李俊琪飾太上老君
- 2018年大陸版電影《天蓬元帥之大鬧天宮》：程野飾太上老君
- 2021年大陸版電視劇《千古玦塵》：許凱飾白玦神尊

## 節慶
新加坡道教協會自1996年起，以「道教節」為名，於每年農曆二月十五日慶祝太上老君聖誕，藉以弘揚道教教義與中華文化，並提高社會大眾對道教的認識。

## 外部鏈接
- 柳存仁：〈老子與太上老君（页面存档备份，存于）〉。
- 台中市西屯悟修道德宮